# Purén
Purén (del mapudungun: puren ‘tierra de pantanos’) es una ciudad y comuna de la zona sur de Chile ubicada al noroeste de la Provincia de Malleco, en la Región de la Araucanía. La geografía se caracteriza por encontrarse emplazada sobre la cuenca del río homónimo, el cual forma parte de la cuenca del río Imperial, a los pies de la cordillera de Nahuelbuta.
Integra junto a las comunas de Angol, Collipulli, Curacautín, Ercilla, Lonquimay, Los Sauces, Lumaco, Renaico, Traiguén y Victoria (de la Provincia de Malleco); Galvarino, Lautaro, Melipeuco, Perquenco y Vilcún (de la Provincia de Cautín); el distrito electoral N.º 22 que elige a cuatro diputados Así mismo pertenece a la XI circunscripción senatorial que comprende a la Región de La Araucanía que cuenta con cinco escaños en el Senado.

## Etimología
Purén en lengua mapudungún significa tierra de pantanos.

## Historia

### Fuerte de Purén
El lugar donde se emplaza Purén es un sitio de gran significación histórica, en donde los mapuches del grupo nagche por más de trescientos años opusieron gran resistencia a la dominación española en la llamada Guerra de Arauco. Es una antigua plaza fuerte, cuyo establecimiento data de los primeros años de la Conquista de Chile. La fundó Juan Gómez de Almagro, por orden del entonces gobernador de Chile Pedro de Valdivia, en la primavera de 1553. Le denominó Juan Bautista de Purén o Casa Vieja.
En 1589 recibió algunas mejoras, haciendo construir su fortaleza Alonso de Sotomayor, pero siempre hostilizada por los mapuches, volvió a despoblarse y a ser incendiada por estos en el alzamiento que estalló a la Batalla de Curalaba. 
Los indígenas de paz reclamaban que los nativos de Purén atacaban sin descanso a las tribus indígenas que vivían tranquilas cerca de los fuertes de Arauco y Lebu, les quemaban sus chozas, les destruían sus sembrados, les robaban sus mujeres y sus hijos y creaban una situación que hacía imposible el conservar algún orden. El mismo padre Valdivia, avisado del peligro que corría la conservación de la paz entre esas tribus, pasó también al norte del Biobío para conversar con el Gobernador, y buscar algún remedio contra aquel estado de cosas.
En 1655 el gobernador Francisco de Meneses restauró completamente su fuerte y la repobló. Las alternativas de abandono, incendios y restablecimiento de esta plaza y las hostilidades constantes de los mapuches por recuperar sus tierras, decidieron al gobernador Gabriel Cano y Aponte ordenar en 1723 su demolición y abandono permanente, substituyéndolo por la fortaleza San Carlos de Purén llamado Nuevo Purén. Las ruinas viejas eran conocidas como Purén Viejo y todavía podían ser vistas en 1890.

### Fundación y creación de la comuna
El 9 de febrero de 1869 el coronel Cornelio Saavedra Rodríguez funda Purén, que está ubicado en el sector norponiente de la Araucanía. Posterior a la ocupación de la Araucanía, comienzan a llegar colonos europeos y chilenos, produciéndose un singular encuentro de culturas, entre estos últimos destacaron los colonos suizos, que realizaron un importante aporte a la industria, agricultura, arquitectura y a muchos ámbitos de la cultura de Purén, conviviendo en armonía con los criollos, mestizos y mapuches. Entre los logros, destaca la creación de la primera fábrica de sucedáneo de café de higo de Sudamérica en 1897 por la familia Schmidlin Karrer.
El 12 de marzo de 1887, bajo el gobierno de Manuel Balmaceda y el ministro Carlos Antúnez se creó la Provincia de Malleco y el Departamento de Angol, que tenía la 7.ª Subdelegación de Purén dentro de su jurisdicción. El 15 de marzo de 1896, fue aprobado el plano de distribución de urbanización de sitios de la ciudad, más tarde la intervención del vecino Don José Medín Reyes hizo posible la escritura de 40 casas dentro del radio urbano. El 12 de agosto de 1907 fue aprobado por el concejo de Estado la creación definitiva de Purén y el 8 de septiembre de 1936 se estableció la Provincia de Malleco, creándose la comuna de Purén.
El ferrocarril y su estación llegaron a Purén en mayo de 1923, como parte del ramal Los Sauces-Lebu, con dos estaciones adicionales dentro del área comunal en Guadaba y Tranamán.

## Medio ambiente

### Geomorfología y componentes abióticos

Trazado simplificado de los ecosistemas y cuerpos de agua presentes en la comuna de Purén.

La comuna de Purén se encuentra emplazada en las unidades geomorfológicas de Llano central con morrenas y conos y Cordillera de la costa; y presenta según la clasificación climática de Köppen clima mediterráneo de lluvia invernal (Csb), clima mediterráneo de lluvia invernal de altura (Csb (h)) y clima mediterráneo frío de lluvia invernal (Csc). Esta además se halla entre las cuencas hidrográficas de Costeras e Islas entre el río Paicaví y la región del Biobío, Costeras del río Lebu y río Paicaví y río Imperial. Además, la comuna posee diversos cuerpos de agua, entre los que se destacan el río Lumaco y río Purén.

### Componentes bióticos
Dentro del territorio de la comuna se pueden hallar los siguientes ecosistemas:
- Bosque caducifolio mediterráneo interior donde predominan Nothofagus obliqua y Cryptocarya alba (En peligro crítico)
- Bosque caducifolio templado costero donde predominan Nothofagus alpina y Persea lingue (En peligro)
- Bosque mixto mediterráneo-templado costero donde predominan Nothofagus dombeyi y Nothofagus obliqua (En peligro crítico)
- Bosque resinoso templado costero donde predomina Araucaria araucana (Vulnerable)

### Medidas de protección ambiental y conflictos socioambientales
Hasta 2022, la comuna de Purén cuenta con las siguientes zonas que poseen algún nivel de protección ambiental:
- ADI Lleu - Lleu (Sitios ERB)[15]
- Amortiguación Contulmo (Sitios ERB)[16]
- Amortiguación Nahuelbuta (Sitios ERB)[17]
- El Eucalipto (Iniciativa de Conservación Privada)[18]
- Fundo El Peral (Iniciativa de Conservación Privada)[19]
- Monumento Natural Contulmo (Monumento Natural)
- Parque Nacional Nahuelbuta (Parque Nacional)
- Vegas de Purén (Sitios Ley 19.300)[20]

## Administración

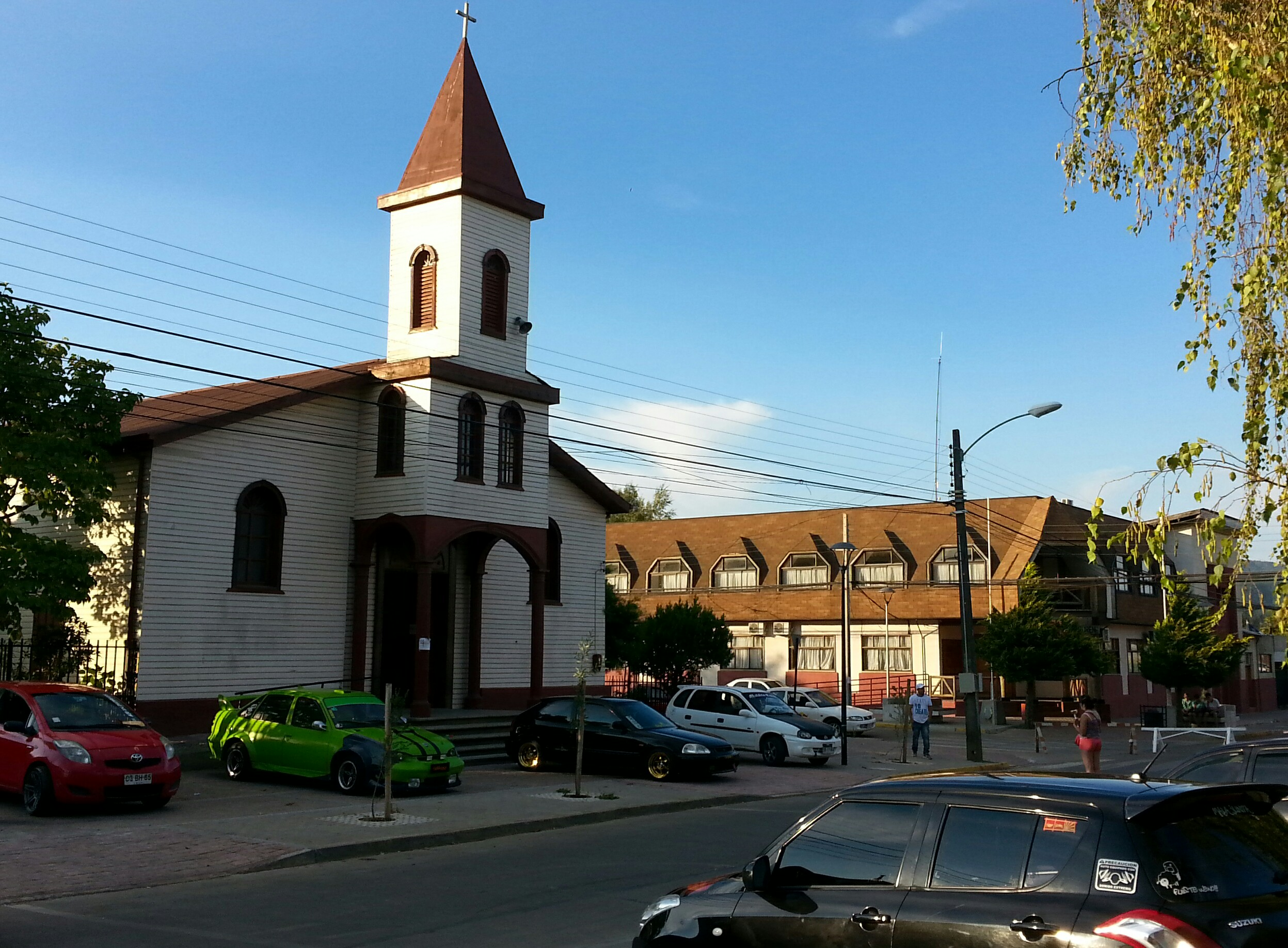
Parroquia San Enrique y casa consistorial de la Ilustre Municipalidad de Purén

### Municipalidad
La Municipalidad de Purén para el periodo 2021-2024 es dirigida por el alcalde Jorge Rivera Leal (PPD - Unidad Por el Apruebo) y el concejo municipal conformado por los concejales:
- Frann Barbieri Fernández (Evópoli)
- Adolfo Torres Alarcón (RN)
- Cristián Nicolás Bello Leal (IND - Radicales e Ind)
- Juan Gonzalo Fuentes Valencia (PPD)
- Marina Quezada Estrada (PS)
- Nieves Del Carmen Durán Durán (DC)

### Representación parlamentaria
Purén forma parte de la Circunscripción Senatorial XI y del distrito electoral 22. Es representada en la Cámara de Diputados del Congreso Nacional por los siguientes diputados:
- Jorge Rathgeb Schifferli (RN)
- Juan Carlos Beltrán Silva (RN)
- Jorge Saffirio Espinoza (DC)
- Gloria Naveillán Arriagada (Partido Republicano De Chile)

En el Senado, la representan:
- Felipe Kast Sommerhoff (Evópoli)
- Francisco Huenchumilla Jaramillo (PDC)
- Jaime Quintana Leal (PPD)
- José García Ruminot (RN)
- Carmen Gloria Aravena Acuña (Evópoli)

## Economía
De acuerdo a datos del Servicio de Impuestos Internos (SII), en 2018, la cantidad de empresas registradas en Purén fue de 174. El Índice de Complejidad Económica (ECI) en el mismo año fue de -0,47, mientras que las actividades económicas con mayor índice de Ventaja Comparativa Revelada (RCA) fueron Producción de Semillas de Cereales, Legumbres y Oleaginosas (103,08), Servicios de Corta de Madera (89,86) y Almacenes Pequeños para Venta de Alimentos (88,53).

## Servicios públicos

### Seguridad pública

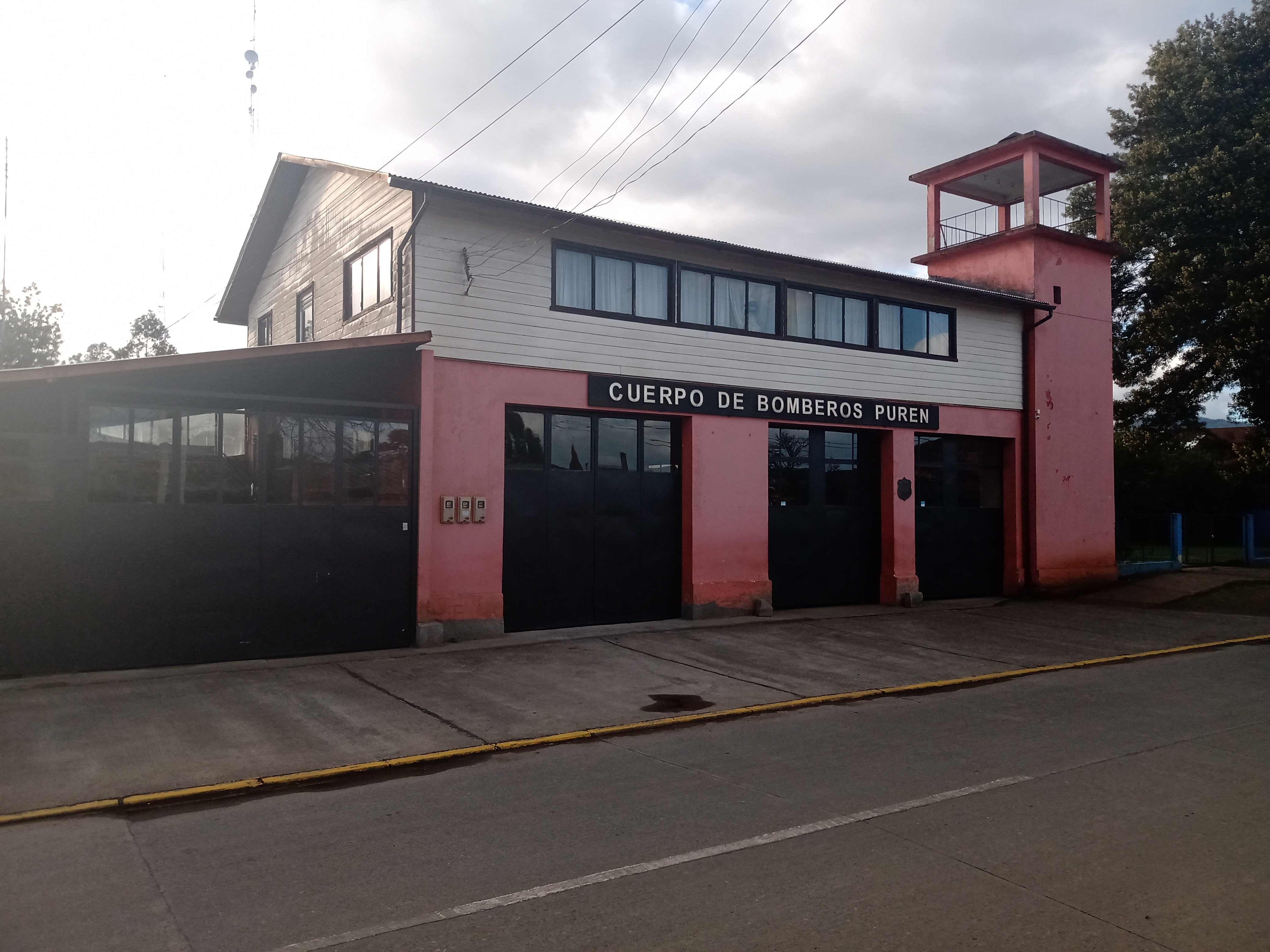
Cuerpo de Bomberos de Purén en 2021

En lo que respecta a orden público y seguridad ciudadana, la Tenencia Purén es una unidad policial de Carabineros de Chile dependiente de la Subcomisaria Los Sauces, quien depende de la 1.ª Com. Angol Comisaría, la que a su vez se subordina a la Prefectura Malleco N° 21.
El Cuerpo de Bomberos de Purén fue fundado en noviembre de 1964 y cuenta con dos compañías.

### Salud
En relación con la salud pública, el Hospital de Purén  es un recinto hospitalario de baja complejidad, administrado por el Servicio de Salud Araucanía Norte y cuyas dependencias actuales fueron construidas en 1980. Para las atenciones de mayor complejidad, los pacientes son derivados al Hospital Dr. Mauricio Heyermann Torres de Angol o al Hospital Regional de Temuco. 

### Educación
La comuna cuenta con dos establecimientos de enseñanza media: El Liceo Bicentenario Indómito y el Liceo María Aurora Guíñez Ramírez.
El primer establecimiento educativo comunal fue la escuela de habla alemana y de formación religiosa protestante, fundada en 1895 por los colonos suizos (de la Suiza alemana) y alemanes residentes en la comuna, institución que en la actualidad no está en funcionamiento. En 1909, dicha escuela contaba con 32 alumnos regulares.

## Lugares de interés

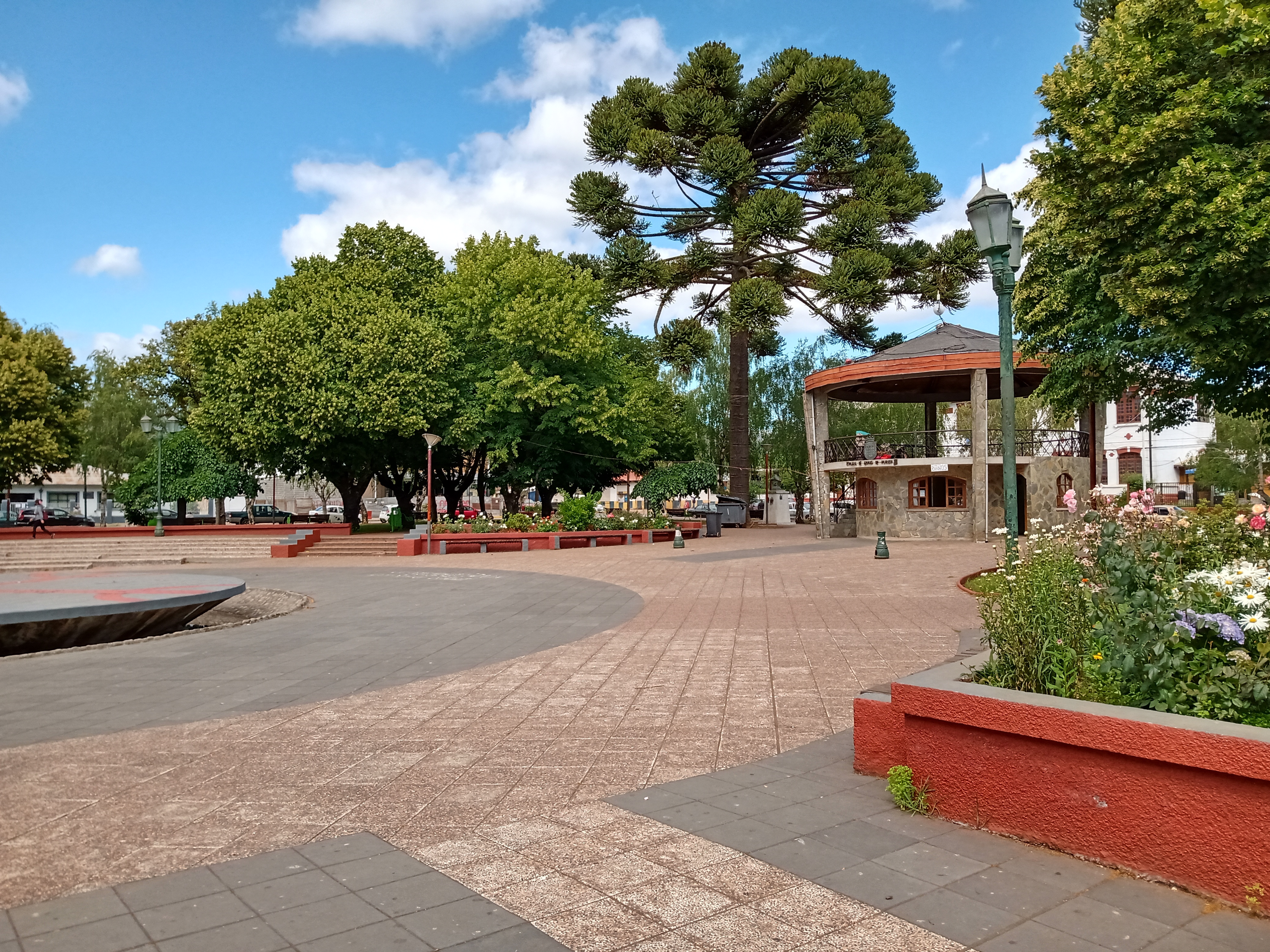
Glorieta y fuente central con forma de cultrún de la plaza de Armas.

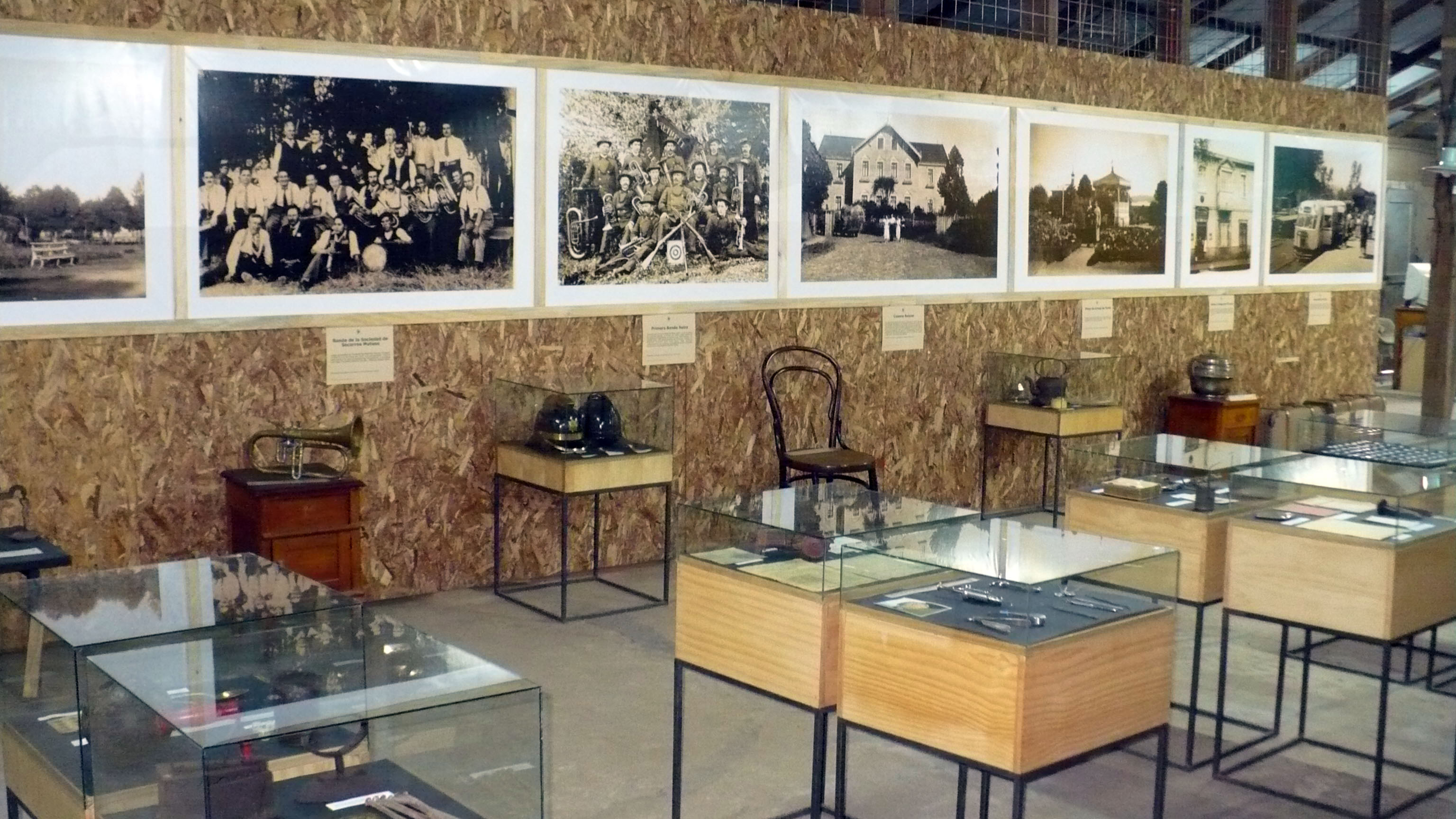
Museo Histórico de Purén.

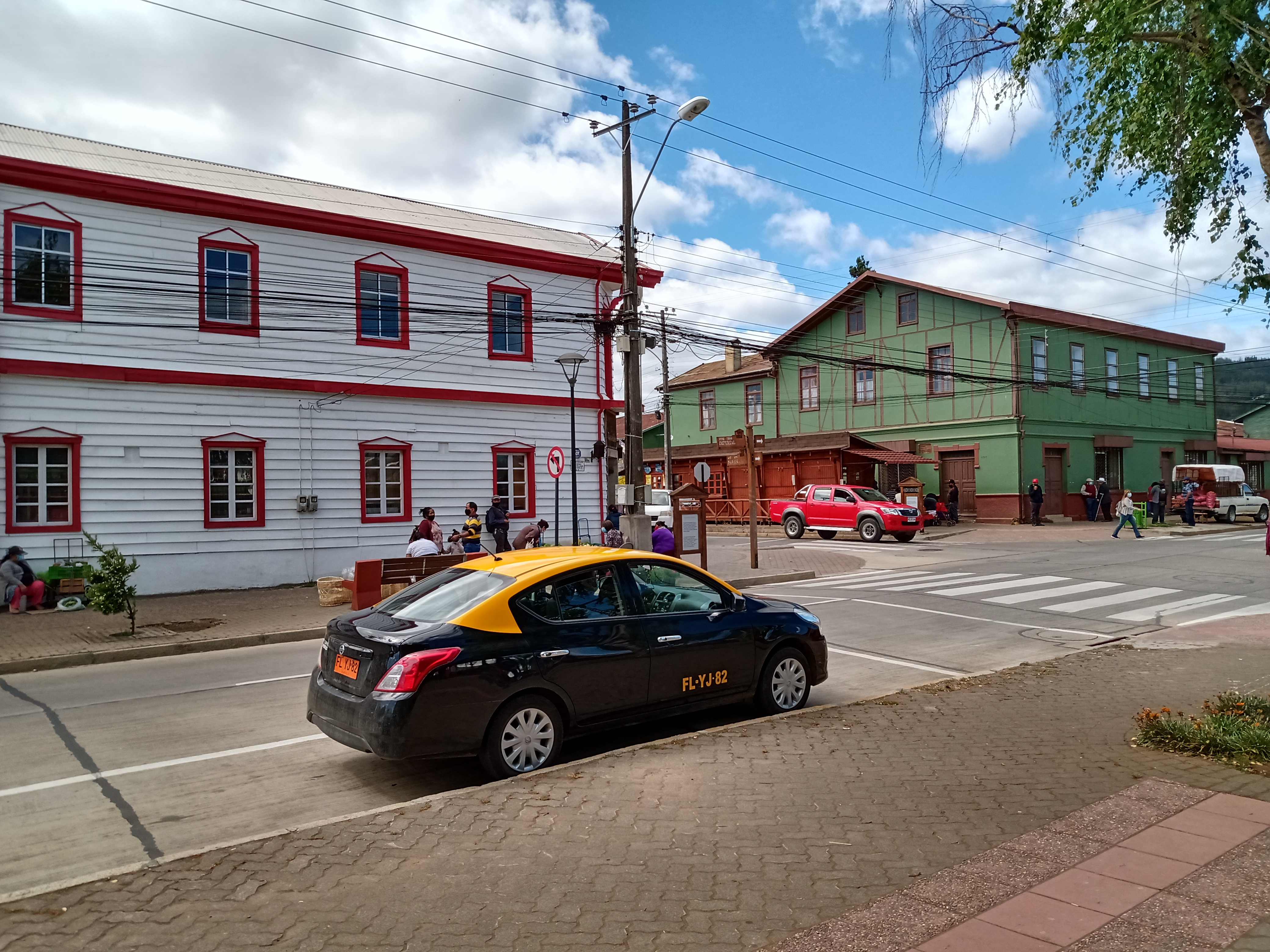
Ex Hotel Steiner y Casa Scheel, patrimonio arquitectónico de los colonos suizos en la comuna.

- Fuerte de Purén: fundado por orden de Cornelio Saavedra, el 9 de febrero de 1869, junto al actual pueblo de Purén. Se emplaza a 5 cuadras al este de la Plaza de Armas.
- Monumento natural Contulmo: distante a 10 km de Purén (camino a Contulmo). Recinto natural de 82 ha, caracterizado por sus grandes helechos, rica flora y abundantes especies. Cuenta con áreas de descanso y senderos.
- Museo mapuche: exhibe diversos objetos de la cultura mapuche: alfarería, armas, joyas, cestería, etc., de la época prehispánica hasta nuestros días. Se ubica en un costado del Fuerte de la Pacificación.
- Museo Histórico de Purén: reúne objetos, documentos y fotografías de la historia de Purén y pertenencias de la actriz Malú Gatica y del poeta Tulio Mora Alarcón, ambos nacidos en la localidad.
- Petroglifos: vestigios arqueológicos en un frente de piedra, en la ribera del río Nahuelco, sector Pangueco.
- Los kueles: montículos artificiales y sagrados de 1500 años de antigüedad del pueblo mapuche que perduran hasta hoy. Ubicados en los Valles de Purén y Lumaco, ofrecen antecedentes de los monumentos más antiguos y rituales de los mapuches.
- Medialuna del club de rodeo «Los Copihues»: cuenta con las condiciones necesarias para la práctica del rodeo chileno.
- El patrimonio arquitectónico de los colonos europeos en el centro urbano comunal: las casas Boisier Besserer, Boisier Musset, Hoebel, Tienda Jonás (Casa Biel), Scheel, la Ex Botica «El León» y el Ex Hotel Steiner.[26]

La mejor época para visitar Purén es en los meses del verano sureño —enero y febrero— en especial la primera quincena de febrero, cuando celebra su aniversario, en esos días se realiza el Festival de La Frutilla, un evento que reúne artistas populares chilenos y humoristas, además se elige a la reina del pueblo, quién en un llamativo carro alegórico debe recorrer las calles principales saludando a los vecinos y visitantes.

## Transporte
En relación con el transporte público interurbano, el único terrapuerto comunal es el Terminal de buses «Hernán Thiele Kuhn», ubicado a media cuadra de la plaza de Armas, desde donde se realizan servicios directos, diariamente, hacia Angol, Temuco, Los Ángeles, Lebu, Concepción, Santiago y sus respectivos intermedios. Fue bautizado así en honor al fundador de una de las principales flotas de buses de la zona, quien falleció en 2018. La comuna cuenta además con una flota de taxis particulares. No existen líneas de taxi colectivos o microbuses urbanos.

## Personas destacadas
- Pelantaro ( ? - ? ): caudillo mapuche.[28]
- Agustín López de Alcázar (1780-1850): político y militar. [cita requerida]
- Juan Lorenzo Colipí (1818-1839): mapuche, capitán del Ejército de Chile.[29]
- Malú Gatica (1922-1997): actriz y cantante.[30]
- Tulio Mora Alarcón (1929-1989): escritor, poeta y educador.[31]
- Dolores Walker (Lucía Waiser Palombo) (1931-): pintora, grabadista y catedrática. [cita requerida]
- Oscar Rojas Giacomozzi (1958-): futbolista.[32]
- «Bombo» Fica (Daniel Fica Roa) (1963-): humorista.[33]
- Carlos Cisterna Parra (1982-): periodista y panelista de televisión.[34]